# 卡特万之战
卡特万之战，又称寻思干之战，是西辽和葛逻禄联军与塞尔柱帝国军队于1141年9月9日在撒马尔罕以北的卡特万草原发生的战争。塞尔柱帝国联军惨败，势力退出河中地区，西辽成为中亚霸主。卡特万之战也是继751年怛罗斯战役后，历史上第二次东亚文明与伊斯兰文明的对抗。

## 背景
西辽自建都于虎思斡耳朵（今吉尔吉斯斯坦托克玛克东南布拉纳）后，国力蒸蒸日上。1134年，耶律大石征讨金朝受挫，转而继续在中亚地区扩张。1137年，耶律大石率军向察赤（今乌兹别克斯坦塔什干）、费尔干纳盆地及泽拉夫尚河流域进兵，同年5至6月，在忽毡（今塔吉克斯坦苦盏）遭到了西喀喇汗国可汗马赫穆德·伊本·穆海默德的抵抗。西喀喇汗国战败，马赫穆德败逃回撒马尔罕。这次战败使马黑木二世的臣民感到震惊、惊恐和沮丧，但耶律大石并没有继续进兵。而马黑木二世将忽毡战役失败的责任推卸给葛逻禄人，他强迫葛逻禄人离开撒马尔罕边境，并向舅父塞尔柱帝国苏丹阿哈马德·桑贾尔求援，但桑贾尔正忙于和花剌子模的战争，并未出兵帮助。
由于西辽在伊斯兰世界的崛起以及东喀喇汗国臣服于西辽，这引起了塞尔柱帝国苏丹桑贾尔的不满。1141年，西喀喇汗国与葛逻禄人爆发冲突，马赫穆德再次向宗主国塞尔柱帝国求援。桑贾尔动员伊斯兰诸国参战，集中了呼罗珊、锡斯坦、加兹尼、马赞德兰、古尔等国的军队近10万人，单单阅兵就耗费了半年时间。同年7月，桑贾尔率军渡过阿姆河，进入河中地区。面对强大的敌军，葛逻禄人急忙派使者向耶律大石求救。
耶律大石写信给桑贾尔替葛逻禄人说情，但桑贾尔十分傲慢的回信命令耶律大石加入伊斯兰教，并称自己的军队能用箭截断敌人的须发。当耶律大石听完桑贾尔的使者读完书信后，下令拔下他的一撮胡须，然后给他一根针让他当场示范，使者不能做到。耶律大石说既然针不能截断胡须，那那个人又怎么能用箭折断须发呢？于是下令进兵，双方在撒马尔罕以北的卡特万草原对峙，西辽的军队中有契丹人、突厥人、汉人和蒙古人。耶律大石观察了战场的地形后，让军队背靠达尔加姆峡谷安营。两军于1141年9月9日展开会战，战前耶律大石指出桑贾尔的联军人多少谋，如果全力进攻他们就会首尾不顾。耶律大石派六院司大王萧斡里剌、招讨副使耶律松山等率兵2500攻打联军右翼，枢密副使萧剌阿不、招讨使耶律术薛等率兵2500攻打其左翼，耶律大石亲率部队攻打中军；桑贾尔的联军右翼是埃米尔库马吉，左翼是锡斯坦的埃米尔胡马希，他自己亲率中军，有战斗经验的老兵负责殿后。

## 过程
在战场上，锡斯坦贵族作战英勇，但西辽军队中的葛逻禄人发挥了重要的作用，迫使桑贾尔的联军败逃。桑贾尔和马赫穆德逃奔至泰尔梅兹，桑贾尔的妻子、左、右翼统帅和伊斯兰法学家胡萨姆·奥玛尔·伊本·阿布杜·阿齐兹·伊本·马扎·布哈里均被俘虏。一种观点认为桑贾尔的联军中出现了起义，直接影响到了战争的结果。桑贾尔的联军损失惨重，仅达尔加姆峡谷就装下1万名死者。《辽史》记载塞尔柱帝国联军的阵亡者横尸数十里。卡特万之战后，塞尔柱帝国的势力退出河中地区，西辽成为中亚霸主。耶律大石随后率军进入撒马尔罕，立马赫穆德之弟伊卜拉欣·伊本·穆海默德为桃花石汗，继续让其统治西喀喇汗国。耶律大石还派大将额儿布思出兵花剌子模，在该地烧杀抢掠，迫使花剌子模沙阿阿拉乌丁·阿即思向西辽臣服并且每年缴纳价值3万金第纳尔的货物和牲畜。耶律大石在撒马尔罕驻扎90天后，至起儿漫（今乌兹别克斯坦卡尼梅赫）巡行后班师返回虎思斡耳朵，至此卡特萬之戰西遼大獲全勝。

## 数字
关于卡特万之战双方参战的人数，伊斯兰史料方面所提供的双方人数比例有1:3（10万对30万）或1:10（7万对70万），强调西辽军队数量处于优势，伊本·艾西尔记载西辽联军中包括3万至5万名葛逻禄骑兵，部分伊斯兰史料记载双方兵力对等。《辽史·卷三十·天祚皇帝四》记载西辽左右翼各2500人，推测中军数量为1万至2万人。按《辽史》中耶律大石的派兵数量和战前训谕，西辽军队的数量应远少于桑贾尔的10万联军。
关于塞尔柱帝国联军的阵亡人数，伊本·艾西尔的《全史》中记载为10万人被杀，其中有12000名戴头巾者（伊斯兰教法学家）和4000名妇女，巴托尔德认为塞尔柱帝国联军阵亡3万人。一般认为阵亡人数在11000至10万之间。

## 影响
耶律大石的西征事迹被传到欧洲，正逢第二次十字军东征，于是在欧洲流传着东方世界有一位神秘的祭司王约翰，是基督教的捍卫者。俄语、阿拉伯语、拉丁语和古英语中中国的发音类似于“契丹”，都是受耶律大石西征的影响。而耶律大石的名字也成了西辽帝国的代称，在耶律大石死后，金、西夏、南宋等国家对西辽的后代君主皆称为“大石”。

## 评价
卡特万之战是对中亚历史有重要影响的一场战争，它使西辽帝国和塞尔柱帝国对中亚地区的政治影响和相互关系发生了根本性的改变。伊本·艾西尔评价卡特万之战：在伊斯兰的历史上再没有比这更大的战争，在呼罗珊也没有比这更多的伤亡。拉施特评价卡特万之战：（耶律大石）在撒马尔罕西北的卡特万草原击溃最后一个“伟大的塞尔柱君主”桑贾尔的军队，征服了花剌子模，并首次迫使中亚伊斯兰教徒接受“异教徒”的统治。魏特夫和冯家昇指出：1137年和1141年是菊儿汗把胜利引向突厥斯坦西部的两个里程碑，这两次战役积累的胜利果实，使他们建立起“伟大的喀喇契丹帝国”，自此“塞尔柱帝国不可挽救的失去了阿姆河以远的地区”。